# Elezioni presidenziali a Singapore del 2017
Le elezioni presidenziali a Singapore del 2017 si tennero il 13 settembre attraverso la proclamazione dell'unica candidata Halimah Yacob, che è diventata il primo presidente donna di Singapore.
Il voto si sarebbe dovuto tenere il 23 settembre qualora vi fossero stati due o più candidati, ma l'11 settembre la commissione elettorale presidenziale annunciò la Yacob come unica candidata eleggibile.